# Palais de Mohatta
Le Palais de Mohatta est situé à Karachi, dans le Sind au Pakistan. Il a été bâti par Shivratan Chandraratan Mohatta, un homme d'affaires marwari hindou, pour servir de maison estivale en 1927. Il couvre une surface de 1 720 m2. Cependant, Mohatta n'a profité de ce palais que durant deux décennies avant l'indépendance, après quoi il quitte Karachi pour l'Inde. Le palais a été construit dans la tradition des palais en pierre du Rajasthan, utilisant la pierre rose de Jodhpur combiné à des pierres jaunes locales venant de Gizri. Le mélange donne au palace une présence distinctive, caractérisée par une architecture anglo-indienne, située non loin de la mer. Il sert aujourd'hui de musée des arts du Pakistan.